# Голуб Юрій Іванович (футболіст)
Юрій Іванович Голуб (* 18 січня 1968, Львів) — радянський та український футболіст. Нападник, грав, зокрема, за «Карпати» (Львів) і «Скалу» (Стрий).

## Життєпис
Вихованець ДЮСШ-4 (Львів). Перший тренер — Ернест Ервінович Юст.
Навчався у Львівському державному інституті фізичної культури.
Виступав за «Карпати» (Львів), «Скалу» (Стрий), «Гарай» (Жовква) і «Зорю» (Хоростків).